# Denis Joseph O’Connell
Denis Joseph O’Connell (* 24. Januar 1849 in Donoughmore, County Cork, Irland; † 1. Januar 1927 in Richmond, Virginia, USA) war Bischof von Richmond.

## Leben
Denis Joseph O’Connell studierte Philosophie und Katholische Theologie am Päpstlichen Nordamerika-Kolleg in Rom. Er empfing am 26. Mai 1877 das Sakrament der Priesterweihe für das Bistum Richmond.
Anschließend war O’Connell Privatsekretär von James Gibbons. Von 1885 bis 1895 war Denis Joseph O’Connell Rektor des Päpstlichen Nordamerika-Kollegs in Rom. Danach war er von 1903 bis 1909 dritter Rektor der Katholischen Universität von Amerika in Washington, D.C.
Am 16. Dezember 1907 ernannte ihn Papst Pius X. zum Titularbischof von Sebaste in Phrygia. Der Erzbischof von Baltimore, James Kardinal Gibbons, spendete ihm am 3. Mai 1908 die Bischofsweihe; Mitkonsekratoren waren der Erzbischof von Cincinnati, Henry Moeller, und der Bischof von Charleston, Henry Pinckney Northrop. Am 24. Dezember 1908 bestellte ihn Pius X. zum Weihbischof in San Francisco.
Am 19. Januar 1912 ernannte ihn Pius X. zum Bischof von Richmond. Die Amtseinführung erfolgte am 19. März desselben Jahres. Denis Joseph O’Connell trat am 15. Januar 1926 als Bischof von Richmond zurück. Daraufhin ernannte ihn Papst Pius XI. zum Titularbischof von Mariamme.
Die Bishop Denis J. O’Connell High School in Arlington ist nach ihm benannt.